# Princesa
Ŵ
Princesa este un oraș în Santa Catarina (SC), Brazilia.